# Phanoperla fuscipennis
Phanoperla fuscipennis is een steenvlieg uit de familie borstelsteenvliegen (Perlidae). De wetenschappelijke naam van de soort is voor het eerst geldig gepubliceerd in 1932 door Navás.